# Ancelle della Santa Infanzia di Gesù
Le ancelle della Santa Infanzia di Gesù (in tedesco Dienerinnen der Heiligen Kindheit Jesu, Zeller Schwestern) sono un istituto religioso femminile di diritto pontificio.

## Storia
La congregazione fu fondata da Antonia Werr (1813-1868): nel 1845 entrò tra le suore di Nostra Signora della Carità del Buon Pastore ad Angers, ma lasciò presto la congregazione con l'intento di fondarne una nuova ma con le stesse finalità (la protezione e la rieducazione delle fanciulle pericolanti e delle traviate) nella nativa Franconia.
Il 31 luglio 1848, nella chiesa dei francescani di Würzburg, emise privatamente i voti religiosi nelle mani del suo confessore, il frate minore conventuale Franz Ehrenburg, e nella Pentecoste del 1855 a Oberzell, insieme con quattro compagne, diede inizio alla nuova famiglia religiosa dedicata al mistero dell'Infanzia di Gesù.
L'istituto, aggregato al Terz'ordine francescano dal 29 agosto 1863, ottenne il pontificio decreto di lode il 10 febbraio 1936 e le sue costituzioni ricevettero l'approvazione definitiva il 12 aprile 1948.

## Attività e diffusione
Le suore si dedicano all'educazione dei giovani, all'assistenza alle donne pericolanti o traviate, alla cura dei malati, anche a domicilio.
Oltre che in Germania, sono presenti negli Stati Uniti d'America e in Sudafrica; la sede generalizia è a Zell am Main.
Alla fine del 2008 la congregazione contava 236 religiose in 27 case.